# Dominant septiemakkoord
Het dominant septiemakkoord bestaat uit een grote terts, een reine kwint, en een kleine septiem, of is een opeenstapeling van een grote terts, een kleine terts, en een kleine terts.
Het universele symbool is een 7, vb.: C7, Gb7, D#7, ...
Het akkoord komt voor op de vijfde trap in de grote-tertstoonladder, en is dan met andere woorden een diatonisch akkoord.

## Spanning
Het dominant septiemakkoord heeft een bepaalde spanning, door het 'vragende' karakter van de septiem. Deze spanning wil oplossen naar de tonica. In het akkoord G-B-D-F wil bijvoorbeeld de F (de septiem) dalend oplossen of ontspannen richting E eronder. Met name de combinatie van de terts en septiem in dat akkoord (de B en F) is daarom een interval (verminderde kwint) dat krimpend wil oplossen naar C-E (de tonica-tonen van C-groot).